# Sachwert-Marktanpassungsfaktor
Der Sachwert-Marktanpassungsfaktor stellt das durchschnittliche Verhältnis (bzw. eine vermittelnde Funktion) aus Kaufpreisen und den ihnen entsprechenden, nach den Vorschriften der ImmoWertV ermittelten (vorläufigen) Sachwerten dar. Dieser wird quasi durch vielfache „Gegenbewertungen“ von verkauften Objekten mittels Sachwertmodell der ImmoWertV abgeleitet.
Der vorläufige Sachwert eines bebauten Grundstücks ergibt sich aus der Summe von Bodenwert, Gebäudewert und Wert der Außenanlagen. Hierbei handelt es sich um einen rechnerisch ermittelten und vorrangig auf reinen Substanzwertüberlegungen basierenden Wert. Den erforderlichen Marktbezug erfährt das Sachwertverfahren erst durch Verwendung des objektartspezifisch abgeleiteten Sachwert-Marktanpassungsfaktors.
Heute werden deutschlandweit von vielen Gutachterausschüssen Sachwert-Marktanpassungsfaktoren für verschiedene Objektarten in einheitlichen und differenzierten Modellen im Rahmen der Kaufpreissammlung wie der Liegenschaftszinssatz im Ertragswertverfahren abgeleitet.  Erst durch Verwendung dieser Faktoren ist es möglich, mit dem Sachwertverfahren der ImmoWertV marktgerechte Werte von Immobilien zu ermitteln.
Das Sachwertverfahren geht grundsätzlich vom inneren Wert des bebauten Grundstücks aus, welcher sich aus der Substanz ableitet. Dies bedeutet aber nicht, dass auch ein Dritter einen entsprechenden Preis dafür zu zahlen bereit ist. Insofern stellt der Sachwert-Marktanpassungsfaktor eine volkswirtschaftliche Nachfragekurve im Erhebungsbereich des jeweiligen Gutachterausschusses dar, die das durchschnittliche Käuferverhalten bei einer bestimmten Objektgröße abbildet. Erfahrungsgemäß ergeben sich bei relativ hohen Sachwerten entsprechend Abschläge, bei Objekten mit niedrigen Sachwerten Zuschläge. Ergänzend sei auf die im Beitrag zum Sachwert ausgeführten Einschränkungen bezüglich der Art der per Sachwertverfahren zu bewertenden Grundstücke hingewiesen. Wie auch beim Liegenschaftszinssatz ist für eine sichere Ableitung eine ausreichende Anzahl von Vergleichsfällen im Erhebungsgebiet notwendig.